# Stefan Wołoszyn
Stefan Wołoszyn (ur. 19 sierpnia 1911 we Lwowie, zm. 2 września 2004 w Gdańsku) – polski pedagog.

## Życiorys

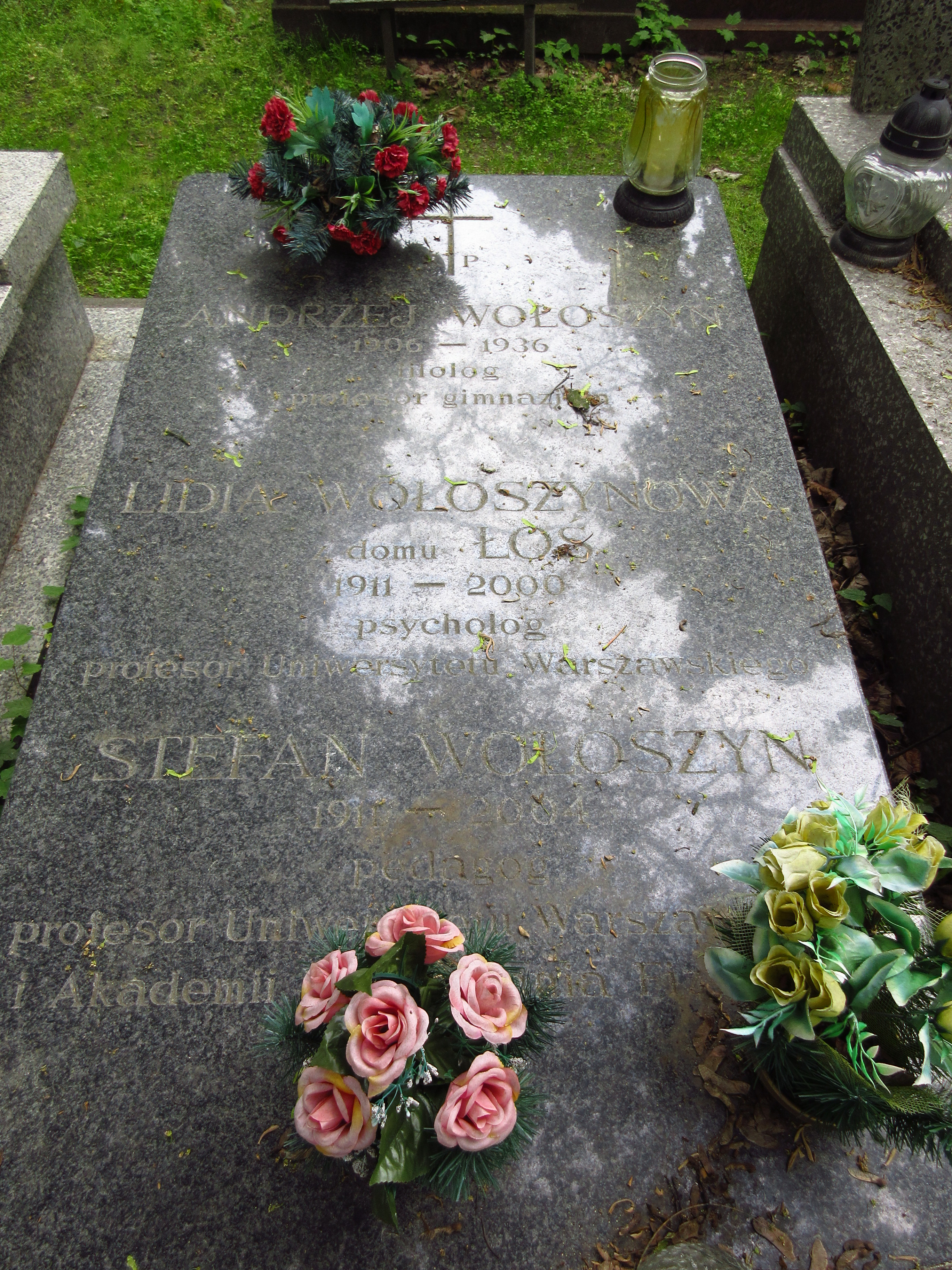
Grób profesora Stefana Wołoszyna na cmentarzu Bródnowskim w Warszawie

Ukończył Gimnazjum Państwowe im. Romualda Traugutta w Brześciu nad Bugiem, następnie w 1934 studia na Wydziale Filozoficznym Uniwersytetu Jagiellońskiego w Krakowie. Od 1935 pracował jako nauczyciel języka polskiego w szkołach średnich w Wilnie, po wojnie w Białymstoku (do 1946).
W latach 1946–1950 był starszym asystentem i adiunktem na Uniwersytecie Mikołaja Kopernika w Toruniu, gdzie w 1948 obronił doktorat filozofii w zakresie nauk pedagogicznych i historii. W latach 1950–1953 był zastępcą profesora w Katedrze Pedagogiki Uniwersytetu Poznańskiego; jednocześnie wykładowcą Wyższej Szkoły Wychowania Fizycznego w Poznaniu. Od 1953 związany z uczelniami warszawskimi - Uniwersytetem Warszawskim oraz Akademią Wychowania Fizycznego. W 1955 habilitował się, w 1961 otrzymał tytuł profesora nadzwyczajnego, a w 1972 – profesora zwyczajnego. Na UW był kolejno docentem i profesorem, a w latach 1980–1981 dziekanem Wydziału Pedagogicznego; na AWF docent, profesor, prorektor (1956–1960) i rektor (1960–1971), kierownik Katedry Pedagogiki. W 1981 przeszedł na emeryturę. Będąc na emeryturze przez wiele lat pełnił funkcję przewodniczącego Centralnej Komisji Kwalifikacyjnej dla Nauczycieli. 
W latach 1962–1971 był redaktorem „Roczników Naukowych AWF w Warszawie”, współautorem Małej encyklopedii pedagogicznej. Działacz Polskiego Komitetu Olimpijskiego.
19 stycznia 1955 został odznaczony Medalem 10-lecia Polski Ludowej, w 1992 wyróżniony tytułem doktora honoris causa Akademii Wychowania Fizycznego Józefa Piłsudskiego w Warszawie.
W 1935 ożenił się z Lidią z domu Łoś.
Zmarł w Gdańsku, pochowany 9 sierpnia 2004 na cmentarzu Bródnowskim w Warszawie (kwatera 50G-3-3).

## Publikacje
Był autorem wielu prac z dziedziny nauk pedagogicznych (teoria i historia wychowania, metodologia nauk pedagogicznych, pedagogika porównawcza, pedagogika wychowania fizycznego i sportu); publikacje książkowe:
- Metodyka pierwszych lat nauczania (1960, redaktor)
- Dzieje wychowania i myśli pedagogicznej w zarysie (1964)
- Źródła do dziejów wychowania i myśli pedagogicznej (tomy I–III, 1965–1966), wydanie zmienione, tomy 1–3 1995
- Nauczyciel: tradycje, współczesność, przyszłość (1978)
- Korczak (1978)
- Nauki o wychowaniu w Polsce w XX wieku. Próba syntetycznego zarysu na tle powszechnym (1998)
- Pedagogiczne wędrówki przez wieki i zagadnienia. Studia i szkice (1998)